# 吕讷堡县
吕讷堡县（Landkreis Lüneburg）是德國下薩克森州的一個县，首府吕讷堡。该县毗邻吕肖-丹嫩贝格县、于尔岑县、石勒苏益格-荷尔斯泰因州、梅克伦堡-前波美拉尼亚州。